# Polytelis
Polytelis é um gênero de aves da família dos psitaculídeos.
As seguintes espécies são reconhecidas:
- Periquito-soberbo, Polytelis swainsonii (Desmarest, 1826)
- Periquito-regente,Polytelis anthopeplus (Lear, 1831)
- Periquito-princesa, Polytelis alexandrae Gould, 1863